# Cannonita
La cannonita es un mineral, sulfato de bismuto con hidroxilos, que fue descrita  a partir de ejemplares obtenidos en la mina Tunnel Extension 2, en el distrito minero del monte Baldy-Ohio, Marysvale, Utah (USA), que consecuentemente es su localidad tipo. El nombre es un homenaje a Benjamin Bartlett Cannon V, coleccionista de minerales, que encontró los ejemplares utilizados para el estudio.

## Propiedades físicas y químicas
La cannonita se encuentra habitualmente como agregados de microcristales prismáticos incoloros o blancos, de tamaño inferior al milímetro, con desarrollo acicular o bacilar, en muchos casos con morfología bien definida. Es un mineral secundario, que aparece como consecuencia de la alteración de minerales primarios de bismuto, especialmente de bismutinita y de bismuto nativo.

## Yacimientos
La cannonita  Es un mineral raro, habiéndose encontrado en alrededor de una veientena de localidades en el mundo. En España, se ha encontrado en la mina Cogolla Alta, cortijo de La Ventosilla, Belalcázar (Córdoba).